# Апостольский нунций в Кувейте
Апостольский нунций в Государстве Кувейт — дипломатический представитель Святого Престола в Кувейте. Данный дипломатический пост занимает церковно-дипломатический представитель Ватикана в ранге посла. Апостольская нунциатура в Кувейте была учреждена на постоянной основе 8 февраля 1969 года.
В настоящее время Апостольским нунцием в Кувейте является архиепископ Юджин Мартин Наджент, назначенный Папой Франциском 7 января 2021 года.

## История
Апостольская нунциатура в Кувейте была учреждена на постоянной основе 8 февраля 1969 года, бреве «Sollicitudo illa» папы римского Павла VI. Резиденцией апостольского нунция в Кувейте является Эль-Кувейт — столица Кувейта. Апостольский нунций в Кувейте, по совместительству, исполняет функции апостольского нунция в Бахрейне, Йемене и Катаре, а также апостольским делегатом на Аравийском полуострове.

## Апостольские нунции в Кувейте
- Альфредо Бруньера — (7 июля 1969 — 4 апреля 1975, в отставке);
- Жан-Эдуар-Люсьен Рупп — (4 марта 1975 — 13 июля 1978 — назначен постоянным представителем Святого Престола при структурах ООН в Женеве);
- Антонио дель Джудиче — (22 декабря 1978 — 20 августа 1982, до смерти);
- Луиджи Конти — (19 ноября 1983 — 17 января 1987 — назначен апостольским нунцием в Эквадоре);
- Мариан Олесь — (28 ноября 1987 — 1991, в отставке);
- Пабло Пуэнте Бусес — (25 мая 1993 — 31 июля 1997 — назначен апостольским нунцием в Великобритании);
- Антонио Мария Вельо — (2 октября 1997 — 13 декабря 1999, в отставке);
- Джузеппе Де Андреа — (28 июня 2001 — 27 августа 2005, в отставке);
- Поль-Мунжед эль-Хашем — (27 августа 2005 — 2 декабря 2009, в отставке);
- Петар Ражич — (2 декабря 2009 — 15 июня 2015 — назначен апостольским нунцием в Анголе и Сан-Томе и Принсипи);
- Франсиско Монтесильо Падилья — (5 апреля 2016 — 17 апреля 2020 — назначен апостольским нунцием в Гватемале).
- Юджин Мартин Наджент — (7 января 2021 — по настоящее время).